# Chaerophyllum elegans
Cerfeuil élégant, Chérophylle élégant
Pour les articles homonymes, voir Cerfeuil (homonymie).
Espèce
Chaerophyllum elegans, le Cerfeuil élégant ou le Chérophylle élégant, est une espèce de plantes à fleurs de la famille des Apiaceae.
C'est une espèce menacée, trouvée dans les Alpes en Suisse, France et Italie.

## Protection
En Suisse, l'espèce figure sur la liste rouge des plantes.

## Publication originale
- Gaudin, J.F.A.T.P., Fl. Helv. 2: 364 1828.